# مرزوق بن تنباك
مرزوق بن صنيتان بن مرزوق بن راشد بن مدرهم بن تنباك بن صالح بن حيّانة الحربي  (1370 هـ / 1950) أديب، ناقد، ومفكر سعودي. من جيل رواد الأدب في السعودية ومن أقطاب الصحافة فيها. وهو بروفيسور في كلية الآداب في جامعة الملك سعود. من أبرز مؤلفاته: «الفصحى ونظرية الفكر العامي»، وكتاب «الوأد عند العرب بين الوهم والحقيقة».

## سيرته وحياته

### النشأة والتعليم
ولد مرزوق بن تنباك في قرية المديرا بوادي الفرع جنوبي المدينة المنورة على مسافة 100 كيلو، حيث تقطن عشيرة الأشدة من بني عمرو المسروح من حرب، ولد عام 1370 هـ - 1950. نشأ في أسرة ميسورة الحال، لها سيادة وادي الفرع والأشدة من بلاد المسروح. انتقل مع أسرته وهو طفل إلى ذا الحليفة في وادي العقيق، والتحق بمدرسة ذي الحليفة الإبتدائية، ثم درس المتوسطة والثانوية في مدرسة طيبة بالمدينة المنورة. وخلال نشأته ودراسته في المدينة استفاد من دروس المسجد النبوي، ومن الشيوخ الذين درس على أيديهم: محمد الأمين الشنقيطي، وعبد القادر شيبة الحمد، وأبو بكر الجزائري، والشيخ عطية محمد سالم، وغيرهم. كذلك تلقى عادات العرب وتقاليد القبيلة على أيدي شيوخ القبيلة من أسرته، وشيوخ قبائل حرب.
التحق بعد ذلك بجامعة الملك سعود - كلية الآداب - وتخرج فيها ثم عين معيدًا فيها، ابتعث إلى بريطانيا لدراسة الدكتواره، وحصل عليها من جامعة إدنبرة من ولاية اسكتنلدا، عاد إلى جامعة الملك سعود وعين أستاذًا مساعدا فيها، وترقى إلى درجة أستاذ مشارك، ثم حصل على الأستاذية في الآداب.

## مؤهلاته العلمية
- بكالوريوس في الأدب من جامعة الملك سعود عام 1975م.
- ماجستير في الأدب من جامعة إدنبرة من ولاية اسكتلاندا في بريطانيا.
- دكتوراه في الأدب من جامعة إدنبرة من ولاية اسكتلاندا في بريطانيا عام 1983م.[7]

## الأعمال الإدارية
- رائد اللجنة الاجتماعية 1403 هـ.
- وكيل كلية الآداب 1407 هـ.
- عين رئيس اللجنة الثقافية لمعرض الرياض الدولي للكتاب لعام 1434 هـ/ 2013.

## مؤلفاته
- الفصحى ونظرية الفكر العامي. 1986م.
- الغيور والصبور. 1990م.
- رسائل إلى الوطن. 1992م.
- الضيافة وآدابها.1993م.
- الجوار عند العرب. 1993م.
- في سبيل لغة القرآن. 1993م.
- النخبة بين ادعاء الوطنية وممارسة التحير. 1414هـ.
- الثقافة، اللغة، العولمة. 1999م.
- موسوعة القيم ومكارم الأخلاق. 2000م.[8]
- الوأد عند العرب بين الوهم والحقيقة. 2004.
- إشكالية الأدب الإسلامي. (بالاشتراك مع وليد قصاب). 2009م.
- حالة المجتمع السعودي وتحولاته. 2020.[9]
- بدعة الأدب الإسلامي. 2020.[10][11]

## مؤتمرات شارك فيها
- مؤتمر مهرجان الشعـر والقصة الثالث لدول الخليج في أبها عام 1408هـ.
- مؤتمر التراث والثقافة في الرياض عام 1407هـ.
- مؤتمر التغيرات الاجتماعية في الأدب العربي في الهند عام 1985م.
- مؤتمر اللغة العربية وتحديات القرن الواحد والعشرين في ماليزيا عام 1417هـ.
- مؤتمر محاربة العنصرية.

## بحوث منشورة
- التسامح في الغيرة في شعر مسكين الدارمي، نشر في مجلة الدارة عام 1407هـ.
- المتنبى والنقاد والتوحيد حوليات كلية العلوم الإنسانية – جامعة قطر.
- الانتماء في الشعر العربي القديم – مجلة كلية الآداب – جامعة الإسكندرية.
- الجارة في الشعر العربي القديم – مجلة جامعة الملك سعود 1411هـ.

## صدر عنه
- كتاب «مرزوق بن تنباك وشهادات غير مجروحة» تأليف: د. فائز بن موسى الحربي. 2020م.[12][11]

## الجوائز والتكريم
- جائزة مكتبة التربية العربي لدول الخليج عام 1408 هـ.
- كُرم من وزراء الثقافة في مجلس التعاون الخليجي في حفل تكريم المبدعين بدول مجلس التعاون لدول الخليج العربية عام 2024م؛ تقديراً لجهوده طيلة نصف قرنٍ في خدمة اللغة العربية والفكر والأدب.[13]

## وصلات خارجية
- السيرة الذاتية.